# Zenon Złakowski
Zenon Złakowski (ur. 9 grudnia 1942 w Zarzeczewie) – polski poeta, pisarz i dziennikarz, poseł na Sejm X kadencji (1989–1991).

## Życiorys
Ukończył w 1966 studia z zakresu filologii polskiej na Uniwersytecie Mikołaja Kopernika w Toruniu. Publikował w „Posłańcu Warmińskim”. W 1972 został dziennikarzem Radia Olsztyn. W latach 80. działał w Niezależnym Samorządnym Związku Zawodowym „Solidarność”, w 1981 był członkiem komisji zakładowej w swoim miejscu pracy. W stanie wojennym z powodów politycznych przeniesiony z redakcji informacyjnej do literackiej.
Od 1989 do 1991 sprawował mandat posła na Sejm X kadencji, wybranego z ramienia Komitetu Obywatelskiego w okręgu olsztyńskim. Przeszedł później na emeryturę. W latach 1998–2002 z ramienia Akcji Wyborczej Solidarność zasiadał w olsztyńskiej radzie miasta. W 2006 został członkiem rady nadzorczej Radia Olsztyn z rekomendacji Ligi Polskich Rodzin.
W 2003 Sąd Rejonowy w Ostrołęce skazał go na karę 8 miesięcy pozbawienia wolności z warunkowym zawieszeniem jej wykonania za zniesławienie sędzi w stanie spoczynku. W swojej publikacji, powtarzając nieprawdziwą informację z prasy podziemnej, pisał jako o „szczególnie gorliwej” sędzi, która „wyrzuciła w trybie dyscyplinarnym pracownika, który opluł gazetkę PZPR”. Sąd nałożył na niego obowiązek przeproszenia na łamach prasy, zamieszczenia erraty w niesprzedanych egzemplarzach książki o olsztyńskiej „Solidarności” w stanie wojennym. W 2004 Sąd Okręgowy w Ostrołęce utrzymał w mocy zaskarżony wyrok.

## Odznaczenia i wyróżnienia
Odznaczony Srebrnym Krzyżem Zasługi (2002), Krzyżem Oficerskim Orderu Odrodzenia Polski (2016), Krzyżem Wolności i Solidarności (2019) oraz Brązowym Medalem „Zasłużony Kulturze Gloria Artis”.
W 2015 uhonorowany Laurem Dziennikarza Warmii i Mazur.

## Wybrane publikacje
- Solidarność olsztyńska w latach 1980–1981. Próba zestawienia faktów, Olsztyn 2000
- Solidarność olsztyńska w stanie wojennym (1981–1989) i w latach następnych, Stowarzyszenie „Pro Patria” i Warmińskie Wydawnictwo Diecezjalne, Olsztyn 2001
- W Olsztyńskiem bez przełomu, Olsztyn 1992
- Podróż udziwniona (tomik poetycki), Wydawnictwo Pojezierze, Olsztyn 1979
- Nim skończy się dzień (powieść), Wydawnictwo Pojezierze, Olsztyn 1982
- Głodni łask (powieść), Wydawnictwo Pojezierze, Olsztyn 1988
- Boży gościniec (tomik poetycki), Biblioteka Pisarzy Warmii i Mazur Olsztyńskiego Oddziału SPP, Olsztyn 2003
- Stało się. Tom I. Karol, Pracownia Wydawnicza ElSet, Olsztyn 2013
- Stało się. Tom II. Generał, Pracownia Wydawnicza ElSet, Olsztyn 2014